# Públio Bébio Itálico
Públio Bébio Itálico (em latim: Publius Baebius Italicus) foi um senador romano nomeado cônsul sufecto para o nundínio de julho a agosto de 90 com Caio Aquílio Próculo. Era oriundo do norte da Itália, possivelmente de Carnúsio.

## Carreira
Foi tribuno da plebe na época do imperador Vespasiano. Por sua atuação contra os catos, foi condecorado por Domiciano. Entre 84/85 e 86/87 foi governador da província da Lícia e Panfília e em 90 chegou ao consulado. A autoria da Ilias Latina ("Ilíada latina") é atribuída a Bébio Itálico.
Itálico ou sua família possivelmente adotaram e criaram o querusco Itálico, filho de Flavo e sobrinho de Armínio, o que pode explicar seu sucesso contra os catos. Este Itálico tornou-se o rei dos queruscos em 47.